# Magacela
Magacela – gmina w Hiszpanii, w prowincji Badajoz, w Estramadurze, o powierzchni 75,82 km². W 2011 roku gmina liczyła 573 mieszkańców.